# 杉並区立中瀬中学校
杉並区立中瀬中学校（すぎなみくりつなかせ ちゅうがっこう）は、東京都杉並区下井草にある区立中学校。
大半の生徒は近隣の桃井第五小学校・八成小学校・沓掛小学校より入学してくる。

## 沿革
- 1948年4月1日 - 天沼第二中学校として開校
- 1948年4月5日 - 杉並区立若杉小学校内に開校
- 1949年6月30日 - 中瀬中学校に校名変更
- 1997年4月1日 - 中瀬学級（通級指導学級）を開設
- 2003年11月8日 - 小柴昌俊 名誉校長称号授与式挙行

## 部活動
- 茶道（裏千家）
- 合唱
- 吹奏楽
- ボランティア
- 陸上
- バドミントン
- バスケットボール
- サッカー
- 野球
- バレーボール
- ハンドボール
- テニス

## 特色
総合の授業の一部ではエンカウンターにおいて生徒が討論する場がある。これは全国的にも注目されている。2011年3月までの当校校長は國分康孝よりエンカウンターを教わっている。 
スペシャルオリンピックスとの交流があり、1年次に学習する。また、一年生徒と全校保護者に向けた名誉会長細川佳代子の講演会を実施したり、体育大会などではスペシャルオリンピックスのアスリートも出場種目がある。また活動場所を提供したり、スペシャルオリンピックス側の活動に代表生徒が参加することもある。

## 生徒数・学級数
ここで記する物は通常学級についてのみ。
- 第1学年150名 1クラス29から30名 計5クラス
- 第2学年160名 1クラス32名 計5クラス
- 第3学年113名 1クラス34から35名 計4クラス

合計9クラス276名（2019年4月現在）

## 出身者
- 干刈あがた（小説家）
- 柄本明（俳優）
- 佐久間正英（ベーシスト、ミュージシャン、音楽プロデューサー。元四人囃子、元プラスチックス）
- 岡井大二（ドラマー、ミュージシャン。元四人囃子）
- 田代まさし（タレント、歌手。ラッツ&スター）※転入
- 米川英之（ギタリスト、ミュージシャン、歌手。元C-C-B）
- 智田裕一（フジテレビ報道局生活情報部デスク担当部長・解説委員、元アナウンサー）
- 林康紀（神経学者、理化学研究所脳科学総合研究センター林研究室研究代表者）
- 芳根京子（女優）

## 交通
- 下井草駅から

徒歩10分
または関東バス荻10系統荻窪駅・青梅街道営業所行きに乗車、中瀬中学校前で下車徒歩2分（来校者は北門）
- 井荻駅から徒歩10分
- 荻窪駅から関東バス荻10系統下井草駅行きに乗車、中瀬中学校前で下車徒歩2分（来校者は北門）